# Чайковский городской округ
Чайко́вский городской округ — муниципальное образование в Пермском крае России.
Административный центр — город Чайковский.
В рамках административно-территориального устройства, городской округ соответствует административно-территориальной единице город краевого значения Чайковский с подчинёнными ему населёнными пунктами.

## География
Городской округ занимает площадь 2155 км². На севере граничит с Еловским, на востоке — с Куединским муниципальными округами Пермского края, на юго-востоке и юге — с Башкортостаном, на западе, юго-западе и юге — с Удмуртией.

## История
С 1924 до 1962 гг. на большей части территории современного городского округа существовал Фокинский район Уральской области, с 1934 года — Свердловской области, с 1938 года — Пермской (Молотовской) области РСФСР. В 1956 году был образован рабочий посёлок Чайковский. В 1962 году он был преобразован в город районного подчинения, а Фокинский район переименован в Чайковский район с переносом райцентра из села Фоки в этот город.
1 февраля 1963 года город Чайковский отнесён к категории городов областного подчинения, а Чайковский район был упразднён в пользу укрупнённого Куединского сельского района. В 1964 году Чайковский район был восстановлен, однако райсовет и райисполком не формировались, в связи  с чем все советы района подчинялись Чайковскому горсовету. 1 марта 1994 года Чайковский район окончательно прекратил своё существование как административно-территориальная единица: все населённые пункты бывшего района были окончательно подчинены городу областного (с 2005 года краевого) значения Чайковскому.
В рамках организации местного самоуправления с 2004 до 2018 гг. здесь функционировал Чайковский муниципальный район. В 2018 году Чайковский муниципальный район был упразднён, а все входившие в его состав поселения (городское и сельские) объединены  в единое муниципальное образование — Чайковский городской округ.

## Население
| 2000     | 2002     | 2005     | 2006     | 2007     | 2008     | 2009     | 2010     | 2011     |
| -------- | -------- | -------- | -------- | -------- | -------- | -------- | -------- | -------- |
| 112 358  | ↘109 768 | ↘108 947 | ↘108 700 | →108 700 | ↘108 617 | ↗108 654 | ↘103 849 | ↗103 867 |
| 2012     | 2013     | 2014     | 2015     | 2016     | 2017     | 2018     | 2019     | 2020     |
| ↘103 789 | ↗104 200 | ↗104 418 | ↗104 809 | ↘104 740 | ↗105 241 | ↘104 780 | ↘104 306 | ↘103 871 |
| 2021     | 2023     | 2024     |          |          |          |          |          |          |
| ↘95 458  | ↘94 467  | ↘93 785  |          |          |          |          |          |          |

### Урбанизация
Городское население (город Чайковский) составляет 79,88 % от всего населения округа.

### Национальный состав
На 2002 год: русские — 86,9 %, татары — 4,8 %, удмурты — 2, 8 %.

## Населённые пункты
В состав городского округа входит 51 населённый пункт.
В рамках административно-территориального устройства Пермского края к городу краевого подчинения Чайковскому соответственно относится 51 административно-территориальная единица, из них 1 городской населённый пункт (город), остальные — сельские населённые пункты.
| №  | Населённый пункт   | Тип             | Население | Бывшее муниципальное образование   |
| -- | ------------------ | --------------- | --------- | ---------------------------------- |
| 1  | Чайковский         | город           | ↘74 913   | Чайковское городское поселение     |
| 2  | Альняш             | село            | 805       | Альняшинское сельское поселение    |
| 3  | Аманеево           | деревня         | 77        | Ваньковское сельское поселение     |
| 4  | Белая Гора         | деревня         | 8         | Уральское сельское поселение       |
| 5  | Большой Букор      | село            | ↗1040     | Большебукорское сельское поселение |
| 6  | Бормист            | деревня         | 119       | Альняшинское сельское поселение    |
| 7  | Бурёнка            | посёлок         | 630       | Зипуновское сельское поселение     |
| 8  | Ваньки             | село            | 553       | Ваньковское сельское поселение     |
| 9  | Ваньчики           | деревня         | ↗6        | Фокинское сельское поселение       |
| 10 | Вассята            | село            | 771       | Ваньковское сельское поселение     |
| 11 | Векошинка          | деревня         | 49        | Ваньковское сельское поселение     |
| 12 | Гаревая            | деревня         | ↘492      | Фокинское сельское поселение       |
| 13 | Дедушкино          | деревня         | 280       | Сосновское сельское поселение      |
| 14 | Детский Дом        | посёлок         | ↗4        | Фокинское сельское поселение       |
| 15 | Дубовая            | деревня         | 77        | Марковское сельское поселение      |
| 16 | Жигалки            | деревня         | ↘164      | Фокинское сельское поселение       |
| 17 | Завод Михайловский | село            | ↘173      | Фокинское сельское поселение       |
| 18 | Засечный           | деревня         | 251       | Ваньковское сельское поселение     |
| 19 | Зипуново           | село            | 568       | Зипуновское сельское поселение     |
| 20 | Злодарь            | деревня         | 85        | Уральское сельское поселение       |
| 21 | Ивановка           | деревня         | 15        | Сосновское сельское поселение      |
| 22 | Каменный Ключ      | деревня         | ↘167      | Фокинское сельское поселение       |
| 23 | Карша              | деревня         | ↗110      | Фокинское сельское поселение       |
| 24 | Каучук             | посёлок станции | 186       | Ольховское сельское поселение      |
| 25 | Кемуль             | село            | 557       | Ольховское сельское поселение      |
| 26 | Кирилловка         | деревня         | 138       | Альняшинское сельское поселение    |
| 27 | Лукинцы            | деревня         | ↗160      | Фокинское сельское поселение       |
| 28 | Малая Соснова      | деревня         | ↗5        | Фокинское сельское поселение       |
| 29 | Малый Букор        | деревня         | 180       | Большебукорское сельское поселение |
| 30 | Маракуши           | деревня         | 214       | Сосновское сельское поселение      |
| 31 | Марково            | деревня         | 94        | Марковское сельское поселение      |
| 32 | Марковский         | посёлок         | ↗4029     | Марковское сельское поселение      |
| 33 | Моховая            | деревня         | 69        | Ваньковское сельское поселение     |
| 34 | Некрасово          | деревня         | 13        | Зипуновское сельское поселение     |
| 35 | Нижняя Гарь        | деревня         | 59        | Сосновское сельское поселение      |
| 36 | Ольховка           | село            | ↗1258     | Ольховское сельское поселение      |
| 37 | Ольховочка         | деревня         | 117       | Сосновское сельское поселение      |
| 38 | Опары              | деревня         | 80        | Ваньковское сельское поселение     |
| 39 | Оралки             | деревня         | ↗27       | Фокинское сельское поселение       |
| 40 | Прикамский         | посёлок         | ↘1209     | Ольховское сельское поселение      |
| 41 | Романята           | деревня         | 271       | Альняшинское сельское поселение    |
| 42 | Русалевка          | деревня         | ↗267      | Фокинское сельское поселение       |
| 43 | Сарапулка          | деревня         | 49        | Зипуновское сельское поселение     |
| 44 | Соловьи            | деревня         | 22        | Сосновское сельское поселение      |
| 45 | Сосново            | село            | 924       | Сосновское сельское поселение      |
| 46 | Степаново          | деревня         | 198       | Ваньковское сельское поселение     |
| 47 | Уральское          | село            | 882       | Уральское сельское поселение       |
| 48 | Фоки               | село            | ↘3310     | Фокинское сельское поселение       |
| 49 | Харнавы            | деревня         | 219       | Ольховское сельское поселение      |
| 50 | Чернушка           | посёлок         | 26        | Ольховское сельское поселение      |
| 51 | Чумна              | деревня         | ↘425      | Фокинское сельское поселение       |

### Упразднённые населённые пункты
- Деревня Поша.

## Муниципальное устройство
В рамках организации местного самоуправления на территории, подчинённой городу краевого значения, функционирует Чайковский городской округ (с 2004 до 2018 гг. — Чайковский муниципальный район).
В 2004—2018 гг. в существовавший в этот период Чайковский муниципальный район входили 10 муниципальных образований, в том числе 1 городское и 9 сельских поселений:
| №  | Наименование                       | Административный центр | Количество населённых пунктов | Население (чел.) | Площадь (км²) |
| -- | ---------------------------------- | ---------------------- | ----------------------------- | ---------------- | ------------- |
| 1  | Чайковское городское поселение     | город Чайковский       | 1                             | ↘83 077          | 226,76        |
| 2  | Альняшинское сельское поселение    | село Альняш            | 4                             | ↘1300            | 165,01        |
| 3  | Большебукорское сельское поселение | село Большой Букор     | 2                             | ↗1263            | 82,18         |
| 4  | Ваньковское сельское поселение     | село Ваньки            | 8                             | ↘2046            | 485,42        |
| 5  | Зипуновское сельское поселение     | село Зипуново          | 4                             | ↘1114            | 168,28        |
| 6  | Марковское сельское поселение      | посёлок Марковский     | 3                             | ↘4265            | 99,21         |
| 7  | Ольховское сельское поселение      | посёлок Прикамский     | 6                             | ↗3391            | 232,27        |
| 8  | Сосновское сельское поселение      | село Сосново           | 7                             | ↘1620            | 171,97        |
| 9  | Уральское сельское поселение       | село Уральское         | 3                             | ↗922             | 167,75        |
| 10 | Фокинское сельское поселение       | село Фоки              | 13                            | ↘5782            | 356,40        |

В 2018 году Чайковское городское поселение было преобразовано в Чайковский городской округ, к которому были присоединены все остальные сельские поселения упразднённого муниципального района.

## Органы власти
Власть в городском округе осуществляется Чайковской городской Думой. Главой Чайковского городского округа и подчинённой ему Администрации Чайковского городского округа является Агафонов Алексей Валентинович.

## Экономика
На территории городского округа представлены практически все отраслевые комплексы. Среди них — производственные подразделения крупных российских корпораций:
- ЗАО "Агрофирма "Мясо"
- ЗАО "Птицефабрика "Чайковская"
- ЗАО "Молоко"
- АО "Уралоргсинтез" Группы компаний "ЭКТОС"
- Чайковский филиал АО «Газпром бытовые системы», производитель бытовых плит и встраиваемой техники торговой марки
- Группа компаний "Чайковский текстиль"
- ООО "Нефтегаздеталь"
- ООО "Эрис"
- ЗАО НПП "Адонис"
- ООО "Газпром Трансгаз Чайковский"
- ООО "Чайковское ППЖТ"
- Филиал ПАО РусГидро «Воткинская ГЭС»,
- Чайковская ТЭЦ-18
- ООО "Чайковский кирпичный завод"
- Производственное отделение Филиала МРСК Урала  Пермэнерго Чайковские электрические сети

Агропромышленный комплекс является крупным сектором народного хозяйства, в состав которого входят 12 сельскохозяйственных предприятий различных форм собственности, 15 крестьянских (фермерских) хозяйств и 8000 личных подсобных хозяйств.